# Каменка (Фировский район)
Ка́менка — деревня в Фировском районе Тверской области. Входит в состав Рождественского сельского поселения.

## География
Деревня находится на берегу озера Шлино, на расстоянии 29 км к северо-западу от посёлка городского типа Фирово, административного центра района.

### Часовой пояс
Деревня Каменка, как и вся Тверская область, находится в часовой зоне МСК (московское время). Смещение применяемого времени относительно UTC составляет +3:00.

## История
До революции деревня входила в состав Бельской волости Валдайского уезда. По данным 1909 года в деревне насчитывалось 8 дворов, проживало 72 жителя.

## Население
| 2010 |
| ---- |
| 0    |